# Stazione di Tramuschio
La stazione di Tramuschio è stata una fermata ferroviaria posta lungo alla ferrovia Bologna-Verona. Serviva la località di Tramuschio, frazione di Mirandola.

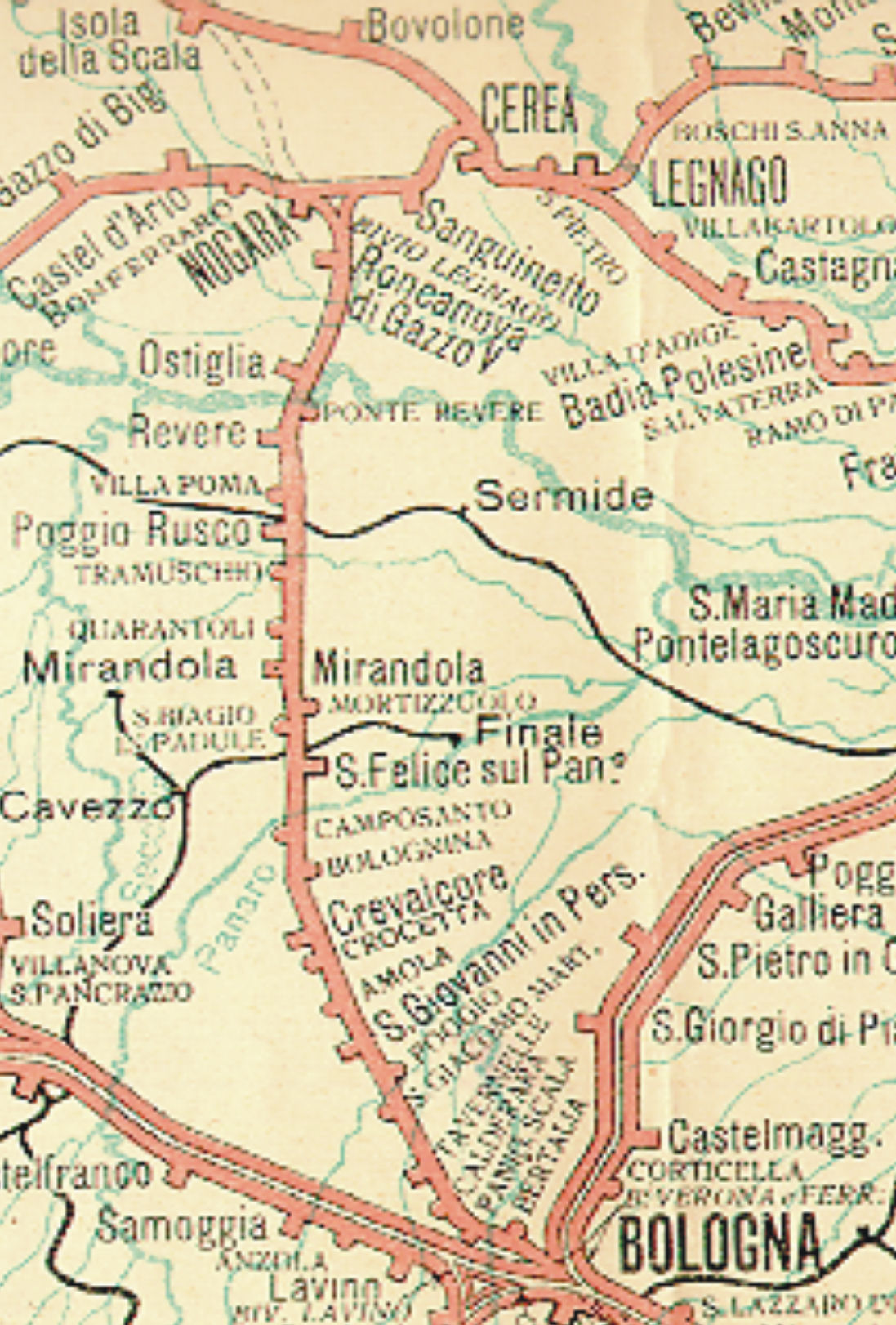
La ferrovia Bologna-Nogara (Verona) in una mappa del 1912